# Adrian Zeljković
Adrian Zeljković (ur. 19 sierpnia 2002 w Žalcu) – słoweński piłkarz grający na pozycji pomocnika w słowackim klubie Spartak Trnawa oraz reprezentacji Słowenii. Uczestnik Mistrzostw Europy 2024.